# Serie-Pocket
Serie-Pocket var en svensk pocketserie med löpande numrering som repriserade material från Semics reguljära serietidningar. Första numret av Serie-Pocket kom 1972 och innehöll "Knasen", och så rullade det på fram tills utgivningen lades ner i och med nr 161, 1986. Numren var omväxlande i svartvitt, färg eller "lingonsylt", beroende på originaltidningens standard.

## Medverkande serier
- "Knasen"
- "Tuffa Viktor"
- "Kronblom"
- "Flygsoldat 113 Bom"
- "91:an Karlsson"
- "Dennis"
- "Scooby Doo"
- "Agent Corrigan"
- "Rip Kirby"
- "Buzz Cooper"
- "Johnny Hazard"
- "Kapten Easy"
- "Fantomen"
- "Benny Guldfot"
- "Stålmannen"
- "Åsa-Nisse"
- "Lilla Fridolf"

## Utgivning
Titlarna "Seriemagasinet", "Agent X9", "Buster" och "Western" innehöll blandade serier.
1. Knasen
2. Fantomen
3. Lilla Fridolf
4. Dennis
5. 91:an Karlsson
6. Blondie
7. Flygsoldat 113 Bom
8. Fantomen
9. Dennis
10. 91:an Karlsson
11. Lilla Fridolf
12. Chock
13. Buster
14. Knasen
15. Dennis
16. Blondie
17. Fantomen
18. 91:an Karlsson
19. Lilla Fridolf
20. Seriemagasinet (Steve Roper, Kerry Drake)
21. Kronblom
22. Buster
23. Chock
24. Dennis
25. Knasen
26. Blondie
27. Fantomen
28. 91:an Karlsson
29. Buster
30. Lilla Fridolf
31. Flygsoldat 113 Bom
32. Åsa-Nisse
33. Tuffa Viktor
34. Dennis
35. Seriemagasinet (Steve Roper, Kerry Drake, Sexton Blake)
36. Knasen
37. Blondie
38. Kronblom
39. Fantomen
40. 91:an Karlsson
41. Buster
42. Tuffa Viktor
43. Lilla Fridolf
44. Åsa-Nisse
45. Acke
46. Seriemagasinet (Steve Roper, "Mördarhajen" - serie från IPC)
47. Knasen
48. Blondie
49. Flygsoldat 113 Bom
50. Kronblom
51. 91:an Karlsson
52. Oskar
53. Lilla Fridolf
54. Tuffa Viktor
55. Dennis
56. Buster
57. Fantomen
58. Blondie
59. Åsa-Nisse
60. Acke
61. Knasen
62. Seriemagasinet
63. 91:an Karlsson
64. Lilla Fridolf
65. Buster
66. Acke
67. Åsa-Nisse
68. Stålmannen
69. Knasen
70. Blondie
71. Dennis
72. Tuffa Viktor
73. Fantomen
74. 91:an Karlsson
75. Acke
76. Lilla Fridolf
77. Stålmannen
78. Blondie
79. Fantomen
80. 91:an Karlsson
81. Rosa Pantern
82. Buster
83. Åsa-Nisse
84. Scooby Doo
85. Dennis
86. Lilla Fridolf
87. Flygsoldat 113 Bom
88. 91:an Karlsson
89. Acke
90. Fantomen
91. Blondie
92. Seriemagasinet (Steve Roper, Kerry Drake, Jim Hawk, Buzz Cooper, Carolina Yes)
93. Buster
94. Lilla Fridolf
95. Åsa-Nisse
96. Rosa Pantern
97. Scooby Doo
98. Knasen
99. Fantomen
100. 91:an Karlsson, Lilla Fridolf, Åsa-Nisse
101. Buster
102. Lilla Fridolf
103. Acke
104. Seriemagasinet (Steve Roper & Mike Nomad, Kerry Drake)
105. Blondie
106. Agent X9 (Agent Corrigan, Rip Kirby, Garth, Jeff Hawke, Spårhundarna)
107. Helgonet
108. Rosa Pantern
109. Knasen
110. 91:an Karlsson
111. Fantomen
112. Lilla Fridolf
113. Buster
114. Seriemagasinet
115. Blondie
116. Western
117. 91:an Karlsson
118. Stålmannen
119. Acke
120. Agent X9
121. Knasen
122. Helgonet
123. Scooby Doo
124. Fantomen
125. Lilla Fridolf
126. Buster
127. Seriemagasinet
128. Blondie
129. Western
130. 91:an Karlsson
131. Stålmannen
132. Acke
133. Agent X9 (Rip Kirby, Paul Temple, Garth, Spårhundarna)
134. Knasen
135. Helgonet
136. Fantomen
137. Lilla Fridolf
138. Buster (Benny Guldfot)
139. Blondie
140. Agent X9 (Agent Corrigan, Rip Kirby, Buck Ryan, Johnny Hazard, Paul Temple)
141. 91:an Karlsson
142. Seriemagasinet
143. Knasen
144. Western
145. Acke
146. Stålmannen
147. Helgonet
148. Fantomen
149. Lilla Fridolf
150. Buster (Super-Mac)
151. Blondie
152. Agent X9
153. 91:an Karlsson
154. Seriemagasinet (Kerry Drake, Steve Roper & Mike Nomad)
155. Hagbard
156. Western
157. Acke
158. Stålmannen
159. Helgonet
160. Lilla Fridolf
161. Buster (Rovers)
162. Blondie (utannonserad men ej utgiven)